# Ruha d-Qudsha
Ruha d-Qudsha (do latim: Rûḥâ ḏ-Qûḏšâ; em árabe: الروح القدس, ar-Rūḥu 'l-Qudusi; no alfabeto quadrático: רוחא דקודשא, Rûăḥ ha-Qôdēš; em siríaco ܪ ܘ ܚ ܐ ܕ ܩ ܘ ܕ ܫ ܐ, significa "espírito santo"; em aramaico significa "o espírito de santidade") em religiões de língua siríaca (judeus, muçulmanos e cristãos) refere-se ao Espírito Santo de Deus, mencionado no Alcorão e na Bíblia. No Mandeísmo, este refere-se a um espírito maligno feminino aliado do Deus judaico. Estes acreditam que Ruha d-Qudsha fundou Jerusalém e, juntamente com seus filhos, os sete planetas.